# CIM-10 Capítol IV: Malalties endocrines, nutricionals i metabòliques
| Capítol | Codis   | Títol |
| ------- | ------- | --- |
| I       | A00-B99 | Certes malalties infeccioses i parasitàries                                                                  |
| II      | C00-D48 | Neoplàsies                                                                                                   |
| III     | D50-D89 | Malalties de la sang i dels òrgans hematopoètics i altres trastorns que afecten el mecanisme de la immunitat |
| IV      | E00-E90 | Malalties endocrines, nutricionals i metabòliques                                                            |
| V       | F00-F99 | Trastorns mentals i del comportament                                                                         |
| VI      | G00-G99 | Malalties del sistema nerviós                                                                                |
| VII     | H00-H59 | Malalties de l'ull i els seus annexos                                                                        |
| VIII    | H60-H95 | Malalties de l'oïda i de l'apòfisi mastoide                                                                  |
| IX      | I00-I99 | Malalties del sistema circulatori                                                                            |
| X       | J00-J99 | Malalties del sistema respiratori                                                                            |
| XI      | K00-K93 | Malalties de l'aparell digestiu                                                                              |
| XII     | L00-L99 | Malalties de la pell i el teixit subcutani                                                                   |
| XIII    | M00-M99 | Malalties del sistema osteomuscular i del teixit connectiu                                                   |
| XIV     | N00-N99 | Malalties de l'aparell genitourinari                                                                         |
| XV      | O00-O99 | Embaràs, part i puerperi                                                                                     |
| XVI     | P00-P96 | Certes afeccions originades en el període perinatal                                                          |
| XVII    | Q00-Q99 | Malformacions congènites, deformitats i anomalies cromosòmiques                                              |
| XVIII   | R00-R99 | Símptomes, signes i troballes anormals clíniques i de laboratori, no classificats en un altre lloc           |
| XIX     | S00-T98 | Traumatismes, enverinaments i algunes altres conseqüències de causa externa                                  |
| XX      | V01-Y98 | Causes externes de morbiditat i de mortalitat                                                                |
| XXI     | Z00-Z99 | Factors que influeixen en l'estat de salut i contacte amb els serveis de salut                               |
| XXII    | O00-U99 | Codis per a situacions especials                                                                             |

La 10a Revisió de la Classificació Estadística Internacional de les Malalties i Problemes de Salut Relacionats (CIM-10) és una codificació de malalties, trastorns, signes, símptomes, troballes anormals, denúncies, circumstàncies socials i causes externes de lesions o malalties, segons la classificació de l'Organització Mundial de la Salut (OMS). Aquesta pàgina conté la llista de problemes del capítol IV de la CIM-10: Malalties endocrines, nutricionals i metabòliques. 
- Sols apareixen els problemes codificats amb la lletra del capítol i dos dígits (per exemple A00), amb tres dígits (separada l'últim dígit per un punt, per exemple A04.0), i rarament amb quatre dígits.
- S'han exclòs els problemes de més de dos dígits que fan referència a "altres" problemes especificats (però no definits) o a problemes no especificats; aquests dos casos corresponen, respectivament, als dígits finals 8 i 9.
- També s'han exclòs els problemes de més de dos dígits que no aporten problemes de salut "diferents" dels de l'enunciat principal i que sols modifiquen "qualitativament" el problema de salut al qual fan referència. Per exemple: A00 és el codi pel còlera, però no s'han presentat els codis A00.1 i A00.2 que diferencien el còlera segons dos tipus de bacteri que el provoquen.

## E00-E35 - Malalties i trastorns metabòlics

### (E00-E07) Trastorns de la glàndula tiroide
- (E00) Síndrome congènita de dèficit de iode
- (E01) Trastorns tiroidals relacionats amb el dèficit de iode i afeccions semblants
- (E02) Hipotiroïdisme subclínic per dèficit de iode
- (E03) Altres hipotiroïdismes
  - (E03.0) Hipotiroïdisme congènit amb goll difús
  - (E03.1) Hipotiroïdisme congènit sense goll
  - (E03.2) Hipotiroïdisme causat per fàrmacs i altres substàncies exògenes
  - (E03.3) Hipotiroïdisme postinfecciós
  - (E03.4) Atròfia de la tiroide (adquirida)
  - (E03.5) Coma mixedematós
- (E04) Altres golls no tòxics
  - (E04.0) Goll difús no tòxic
  - (E04.1) Nòdul tiroidal solitari no tòxic
  - (E04.2) Goll multinodular no tòxic
- (E05) Tirotoxicosi [hipertiroïdisme]
- (E06) Tiroïditis
- (E07) Altres trastorns de la tiroide
  - (E07.0) Hipersecreció de calcitonina
  - (E07.1) Goll dishormonogènic

### (E10-E14) Diabetis mellitus
- (E10) Diabetis mellitus insulinodependent
- (E11) Diabetis mellitus no insulinodependent
- (E12) Diabetis mellitus relacionada amb la malnutrició
- (E13) Altres diabetis mellitus especificades
- (E14) Diabetis mellitus no especificada

### (E15-E16) Altres trastorns de la regulació de la glucosa i la secreció pancreàtica interna
- (E15) Coma hipoglucèmic no diabètic
- (E16) Altres trastorns de la secreció pancreàtica interna
  - (E16.0) Hipoglucèmia induïda per fàrmacs sense coma
  - (E16.1) Altres hipoglucèmies
  - (E16.2) Hipoglucèmia no especificada
  - (E16.3) Augment de la secreció de glucagó
  - (E16.4) Anomalia de la secreció de gastrina

### (E20-E35) Trastorns d'altres glàndules endocrines
- (E20) Hipoparatiroïdisme
- (E21) Hiperparatiroïdisme i altres trastorns de la glàndula paratiroide
- (E22) Hiperfunció de la hipòfisi
  - (E22.0) Acromegàlia i gigantisme hipofític
  - (E22.1) Hiperprolactinèmia
  - (E22.2) Síndrome de secreció inapropiada d'hormona antidiürètica
- (E23) Hipofunció i altres trastorns de la hipòfisi
  - (E23.0) Hipopituïtarisme
  - (E23.1) Hipopituïtarisme induït per fàrmacs
  - (E23.2) Diabetis insípida
  - (E23.3) Disfunció hipotalàmica no classificada a cap altre lloc
- (E24) Síndrome de Cushing
- (E25) Trastorns adrenogenitals
  - (E25.0) Trastorns adrenogenitals congènits associats a deficiència enzimàtica
- (E26) Hiperaldosteronisme
- (E27) Altres trastorns de la glàndula suprarenal
  - (E27.0) Altres hiperactivitats adrenocorticals
  - (E27.1) Insuficiència adrenocortical primària
  - (E27.2) Crisi addisoniana
  - (E27.3) Insuficiència adrenocortical induïda per fàrmacs
  - (E27.5) Hiperfunció medul·loadrenal
- (E28) Disfunció ovàrica
  - (E28.0) Disfunció ovàrica Excés d'estrògens
  - (E28.1) Disfunció ovàrica Excés d'andrògens
  - (E28.2) Síndrome de l'ovari poliquístic
  - (E28.3) Fallida ovàrica primària
- (E29) Disfunció testicular
  - (E29.0) Hiperfunció testicular
  - (E29.1) Hipofunció testicular
- (E30) Trastorns de la pubertat no classificats a cap altre lloc
  - (E30.0) Pubertat retardada
  - (E30.1) Pubertat precoç
- (E31) Disfunció poliglandular
  - (E31.0) Fallida poliglandular autoimmunitària
  - (E31.1) Hiperfunció poliglandular
- (E32) Malalties del tim
  - (E32.0) Hiperplàsia persistent del tim
  - (E32.1) Abscés del tim
- (E34) Altres trastorns endocrins
  - (E34.0) Síndrome carcinoide
  - (E34.1) Altres hipersecrecions de les hormones intestinals
  - (E34.2) Secreció ectòpica d'hormones no classificada a cap altre lloc
  - (E34.3) Estatura baixa no classificada a cap altre lloc
  - (E34.4) Estatura alta constitucional
  - (E34.5) Síndrome de resistència als andrògens
- (E35) Trastorns de glàndules endocrines en malalties classificades en un altre lloc

## E40-E68 - Malalties i trastorns nutricionals

### (E40-E46) Malnutrició
- (E40) Kwashiorkor
- (E41) Marasme nutricional
- (E42) Kwashiorkor maràsmic
- (E43) Malnutrició proteïnoenergètica greu no especificada
- (E44) Malnutrició proteïnoenergètica de grau moderat o lleu
- (E45) Retard en el desenvolupament a conseqüència de malnutrició proteïnoenergètica
- (E46) Malnutrició proteïnoenergètica no especificada

### (E50-E64) Altres carències nutricionals
- (E50) Carència de vitamina A
- (E51) Carència de tiamina
- (E52) Carència de niacina [pel·lagra]
- (E53) Carència d'altres vitamines de grup B
  - (E53.0) Carència de riboflavina
  - (E53.1) Carència de piridoxina
- (E54) Carència d'àcid ascòrbic
- (E55) Carència de vitamina D
- (E56) Altres carències vitamíniques
  - (E56.0) Carència de vitamina E
  - (E56.1) Carència de vitamina K
- (E58) Dèficit de calci dietètic
- (E59) Dèficit de seleni dietètic
- (E60) Dèficit de zinc dietètic
- (E61) Carència d'altres nutrients
  - (E61.0) Dèficit de coure
  - (E61.1) Dèficit de ferro
  - (E61.2) Dèficit de magnesi
  - (E61.3) Dèficit de manganès
  - (E61.4) Dèficit de crom
  - (E61.5) Dèficit de molibdè
  - (E61.6) Dèficit de vanadi
  - (E61.7) Dèficit de múltiples nutrients
- (E63) Altres carències nutricionals
  - (E63.0) Carència d'àcid gras essencial [AGE]
  - (E63.1) Desequilibri de constituents de la ingesta d'aliments
- (E64) Seqüeles de malnutrició i altres carències nutricionals

### (E65-E68) Obesitat i altres hiperalimentacions
- (E65) Adipositat localitzada
- (E66) Obesitat
- (E67) Altres hiperalimentacions
  - (E67.0) Hipervitaminosi A
  - (E67.1) Hipercarotenèmia
  - (E67.2) Síndrome d'hipervitaminosi B6
  - (E67.3) Hipervitaminosi D
- (E68) Seqüeles d'hiperalimentació

## E70-E90 - Malalties i trastorns metabòlics
- (E70) Trastorns del metabolisme dels aminoàcids aromàtics
  - (E70.0) Fenilcetonúria clàssica
  - (E70.1) Altres hiperfenilalaninèmies
  - (E70.2) Trastorns del metabolisme de la tirosina
  - (E70.3) Albinisme
- (E71) Trastorns del metabolisme dels aminoàcids de cadena ramificada i trastorns del metabolisme dels àcids grassos
  - (E71.0) Malaltia de l'orina d'olor de xarop d'erable
- (E72) Altres trastorns del metabolisme dels aminoàcids
  - (E72.0) Trastorns del transport d'aminoàcids
  - (E72.1) Trastorns del metabolisme dels aminoàcids sulfurats
  - (E72.2) Trastorns del metabolisme del cicle de la urea
  - (E72.3) Trastorns del metabolisme de la lisina i la hidroxilisina
  - (E72.4) Trastorns del metabolisme de l'ornitina
  - (E72.5) Trastorns del metabolisme de la glicina
- (E73) Intolerància a la lactosa
- (E74) Altres trastorns del metabolisme dels carbohidrats
  - (E74.0) Malaltia per emmagatzematge de glicogen
  - (E74.1) Trastorns del metabolisme de la fructosa
  - (E74.2) Trastorns del metabolisme de la galactosa
  - (E74.3) Altres trastorns de l'absorció intestinal de carbohidrats
  - (E74.4) Trastorns del metabolisme del piruvat i la gluconeogènesi
- (E75) Trastorns del metabolisme dels esfingolípids i altres trastorns d'emmagatzematge de lípids
  - (E75.0) Gangliosidosi GM2
  - (E75.1) Altres gangliosidosis
  - (E75.2) Altres esfingolipidosis
  - (E75.3) Esfingolipidosi no especificada
  - (E75.4) Lipofuscinosi ceroide neuronal
- (E76) Trastorns del metabolisme del glicosaminoglicà
  - (E76.0) Mucopolisacaridosi tipus I
  - (E76.1) Mucopolisacaridosi tipus II
  - (E76.2) Altres mucopolisacaridosis
  - (E76.3) Mucopolisacaridosi no especificada
- (E77) Trastorns del metabolisme de les glicoproteïnes
  - (E77.0) Defectes en la modificació posttranslacional dels enzims lisosòmics
  - (E77.1) Defectes en la degradació de glicoproteïnes
- (E78) Trastorns del metabolisme de les lipoproteïnes i altres lipèmies
  - (E78.0) Hipercolesterolèmia pura
  - (E78.1) Hipergliceridèmia pura
  - (E78.2) Hiperlipidèmia mixta
  - (E78.3) Hiperquilomicronèmia
  - (E78.4) Altres hiperlipidèmies
  - (E78.5) Hiperlipidèmia no especificada
  - (E78.6) Deficiència de lipoproteïnes
- (E79) Trastorns del metabolisme de les purines i les pirimidines
  - (E79.0) Hiperuricèmia sense signes d'artritis inflamatòria ni malaltia tofàcia
  - (E79.1) Síndrome de Lesch-Nyhan
- (E80) Trastorns del metabolisme de les porfirines i la bilirubina
  - (E80.0) Porfíria eritropoètica hereditària
  - (E80.1) Porfíria cutània tardana
  - (E80.3) Defectes de la catalasa i la peroxidasa
  - (E80.4) Síndrome de Gilbert
  - (E80.5) Síndrome de Crigler-Najjar
- (E83) Trastorns del metabolisme mineral
  - (E83.0) Trastorns del metabolisme del coure
  - (E83.1) Trastorns del metabolisme del ferro
  - (E83.2) Trastorns del metabolisme del zinc
  - (E83.3) Trastorns del metabolisme del fòsfor
  - (E83.4) Trastorns del metabolisme del magnesi
  - (E83.5) Trastorns del metabolisme del calci
- (E84) Fibrosi quística
- (E85) Amiloïdosi
- (E86) Depleció de volum
- (E87) Altres trastorns de l'equilibri hidroelectrolític i acidobàsic
  - (E87.0) Hiperosmolalitat i hipernatrèmia
  - (E87.1) Hipoosmolalitat i hiponatrèmia
  - (E87.2) Acidosi
  - (E87.3) Alcalosi
  - (E87.4) Trastorn mixt de l'equilibri acidobàsic
  - (E87.5) Hipercalèmia
  - (E87.6) Hipocalèmia
  - (E87.7) Sobrecàrrega de líquids
- (E88) Altres trastorns metabòlics
  - (E88.0) Trastorns del metabolisme de les proteïnes plasmàtiques no classificats a cap altre lloc
  - (E88.1) Lipodistròfia no classificada a cap altre lloc
  - (E88.2) Lipomatosi no classificada a cap altre lloc
- (E89) Trastorns metabòlics i endocrins posteriors a un procediment no classificats a cap altre lloc
  - (E89.0) Hipotiroïdisme posterior a un procediment
  - (E89.1) Hipoinsulinèmia posterior a un procediment
  - (E89.2) Hipoparatiroïdisme posterior a un procediment
  - (E89.3) Hipopituïtarisme posterior a un procediment
  - (E89.4) Fallida ovàrica posterior a un procediment
  - (E89.5) Hipofunció testicular posterior a un procediment
  - (E89.6) Hipofunció adrenocortical (i medul·lar) posterior a un procediment
- (E90) Trastorns nutricionals i metabòlics en malalties classificades en un altre lloc